# Рів'єра-Біч (Меріленд)
Рів'єра-Біч (англ. Riviera Beach) — переписна місцевість (CDP) в США, в окрузі Енн-Арундел штату Меріленд. Населення — 12 384 особи (2020).

## Географія
Рів'єра-Біч розташована за координатами 39°9′52″ пн. ш. 76°31′39″ зх. д. / 39.16444° пн. ш. 76.52750° зх. д. (39.164543, -76.527418).  За даними Бюро перепису населення США в 2010 році переписна місцевість мала площу 8,31 км², з яких 6,82 км² — суходіл та 1,49 км² — водойми.

## Демографія
Згідно з переписом 2010 року, у переписній місцевості мешкало 12 677 осіб у 4817 домогосподарствах у складі 3373 родин. Густота населення становила 1525 осіб/км².  Було 5098 помешкань (613/км²).
Расовий склад населення:
| - 91,6 % — білих - 4,1 % — чорних або афроамериканців - 1,1 % — азіатів - 0,2 % — корінних американців |

До двох чи більше рас належало 2,3 %. Частка іспаномовних становила 2,8 % від усіх жителів.
За віковим діапазоном населення розподілялося таким чином: 22,8 % — особи молодші 18 років, 65,3 % — особи у віці 18—64 років, 11,9 % — особи у віці 65 років та старші. Медіана віку мешканця становила 37,3 року. На 100 осіб жіночої статі у переписній місцевості припадало 96,4 чоловіків;  на 100 жінок у віці від 18 років та старших — 93,1 чоловіків також старших 18 років.
Середній дохід на одне домашнє господарство  становив 94 107 доларів США (медіана — 80 819), а середній дохід на одну сім'ю — 102 027 доларів (медіана — 86 056). Медіана доходів становила 59 975 доларів для чоловіків та 50 362 долари для жінок. За межею бідності перебувало 5,2 % осіб, у тому числі 6,7 % дітей у віці до 18 років та 4,0 % осіб у віці 65 років та старших.
Цивільне працевлаштоване населення становило 6969 осіб. Основні галузі зайнятості: освіта, охорона здоров'я та соціальна допомога — 14,8 %, науковці, спеціалісти, менеджери — 13,4 %, мистецтво, розваги та відпочинок — 11,9 %, роздрібна торгівля — 11,1 %.